# Tubolcy (obwód smoleński)
Tubolcy (ros. Тубольцы) – wieś (ros. деревня, trb. dieriewnia) w zachodniej Rosji, w osiedlu wiejskim Pieriewołoczskoje rejonu rudniańskiego w obwodzie smoleńskim.

## Geografia
Miejscowość położona jest w dorzeczu Rutawiecza, 9 km od granicy z Białorusią, 3 km od drogi regionalnej 66K-30 (Diemidow – Ponizowje – Zaozierje), 13,5 km od centrum administracyjnego osiedla wiejskiego (Pieriewołoczje), 20 km od centrum administracyjnego rejonu (Rudnia), 68 km od Smoleńska.

## Demografia
W 2010 r. miejscowości nikt nie zamieszkiwał.